# Bỏ bê trẻ em
Bỏ mặc trẻ em hay bỏ bê trẻ em là một hình thức lạm dụng trẻ em, và thiếu hụt trong việc đáp ứng các nhu cầu cơ bản của trẻ, bao gồm việc không cung cấp chăm sóc sức khỏe, giám sát, quần áo, dinh dưỡng, nhà ở cũng như thể chất, tình cảm, xã hội, giáo dục của chúng và nhu cầu an toàn. Xã hội thường tin rằng có những hành vi cần thiết mà người chăm sóc phải cung cấp để trẻ phát triển về thể chất, xã hội và cảm xúc. Nguyên nhân của sự bỏ bê có thể xuất phát từ một số vấn đề nuôi dạy con cái bao gồm rối loạn tâm thần, lạm dụng chất, bạo lực gia đình, thất nghiệp, mang thai ngoài kế hoạch và nghèo đói.
Bỏ mặc trẻ em phụ thuộc vào cách trẻ và xã hội nhìn nhận hành vi của cha mẹ; đó không phải là cách cha mẹ tin rằng họ đang cư xử với con mình. Thất bại của cha mẹ khi cung cấp cho một đứa trẻ, khi có sẵn các lựa chọn, khác với việc không cung cấp khi các tùy chọn không có sẵn. Nghèo đói và thiếu tài nguyên thường là những yếu tố góp phần và có thể ngăn phụ huynh đáp ứng nhu cầu của con cái họ, khi họ muốn. Các trường hợp và chủ ý phải được kiểm tra trước khi xác định hành vi là bỏ bê.
Bỏ mặc trẻ em là hình thức lạm dụng trẻ em thường xuyên nhất, với trẻ em sinh ra từ các bà mẹ còn trẻ có nguy cơ bị bỏ bê đáng kể. Năm 2008, Dịch vụ Bảo vệ Trẻ em (CPS) của các tiểu bang và địa phương Hoa Kỳ đã nhận được 3,3 triệu báo cáo về việc trẻ em bị lạm dụng hoặc bỏ bê. Bảy mươi mốt phần trăm trẻ em được phân loại là nạn nhân của việc bỏ rơi trẻ em ("Lạm dụng & Bỏ rơi trẻ em"). Trẻ em bị ngược đãi có khả năng phải đến khoa cấp cứu lần đầu tiên về hành vi liên quan đến tự tử khoảng năm lần so với các bạn cùng lứa, ở cả bé trai và bé gái.
Trẻ em vĩnh viễn bị đưa ra khỏi nhà của cha mẹ vì lạm dụng trẻ em đã được chứng minh, cũng có nguy cơ gia tăng lần đầu tiên trẻ phải đến khoa cấp cứu về hành vi liên quan đến tự tử. Trẻ em bị bỏ rơi có nguy cơ phát triển các vấn đề về xã hội, tình cảm và sức khỏe suốt đời, đặc biệt nếu trẻ bị bỏ mặc trước hai tuổi.